# Улица Саломеи Крушельницкой (Киев)
У́лица Саломеи Крушельницкой (укр. ву́лиця Соломії Крушельницької) — улица в Дарницком районе города Киева, местность Осокорки (9-й микрорайон). Пролегает от проспекта Петра Григоренко до улицы Коллекторная.
Примыкает улица Ларисы Руденко.
21 июня 2020 года в 10:07 по киевскому времени, в доме на пересечении с проспектом Григоренко произошёл взрыв газа, в результате которого обрушились 4 этажа, погибло 5 человек.

## История
Улица возникла в начале 1990-х годов — с началом строительства 9-го микрорайона — под названием Новая. Современное название в честь украинской советской оперной певицы Саломеи Амвросиевны Крушельницкой — с 1993 года.

## Застройка
Застройка улицы представлена многоэтажными домами только с нечетной стороны, с четной стороны — поле (в начале улицы) и гаражи (в конце улицы, №4 и 2А).